# Phytomyza mylini
Phytomyza mylini este o specie de muște din genul Phytomyza, familia Agromyzidae, descrisă de Erich Martin Hering în anul 1957.
Este endemică în Germania. Conform Catalogue of Life specia Phytomyza mylini nu are subspecii cunoscute.